# 1281 Jeanne
Az 1281 Jeanne (ideiglenes jelöléssel 1933 QJ) a Naprendszer kisbolygóövében található aszteroida. Sylvain Arend fedezte fel 1933. augusztus 25-én, Uccleban.